# Seznam bosansko-hercegovskih pevcev
Seznam bosansko-hercegovskih pevcev.

## A
- Ismet Alajbegović Šerbo ?
- Donna Ares
- Silvana Armenulić (r. Zilha Bajraktarević)
- Damir Avdić ("Bosanski psiho") (bosansko-slovenski "anti-kantavtor")

## B
- Milivoj Bačanović (klasični pevec)
- Dina Bajraktarević - Nikolić
- Mirjana (Mirsada) Bajraktarević
- Selma Bajrami
- Željko Bebek (bosansko-hrvaški)
- Zoran Begić
- Halid Bešlić
- Marko Bošnjak (pevec)
- Vukašin Brajić
- Jala Brat
- Goran Bregović
- Lepa Brena (Fahreta Jahić)
- Mate Bulić

## C
- Emir Cerić
- Buba Corelli

## Ć
- Zdravko Čolić
- Aida Čorbadžić

## D
- Deen (Fuad Backović)
- Zahra Deović
- Ismeta Dervoz - Krvavac
- Donna Ares
- Boro Drljača /Bora Drljača
- Ali Fehmi Džabić (1853-1918)
- Haris Džinović

## E
- Edo Maajka (Edin Osmić)
- Alma Ekmečić

## F
- Jasmin Fazlić - Jala Brat

## G
- Ado Gegaj
- Amar Gile (Gile) Amar Jašarspahić
- Jasna Gospić

## H
- Alan Hajduk
- Hakala
- Almir Hasanbegović

## I
- Damir Imamović (sevdalinke)
- Nedžad Imamović
- Zaim Imamović
- Alen Islamović
- Safet Isović

## J
- Amar Jašarspahić

## K
- Nele Karajlić?
- Ismeta Krvavac
- Goran Kovačević
- Slobodan "Bodo" Kovačević
- Sandra Kulier (bos.-hrv.)
- Duško Kuliš (bos.-hrv.)
- Sabahudin Kurt
- Elvis J. Kurtović

## L
- Elvir Laković - Laka
- Mirela Laković
- Branka "Seka" Likić
- Saša Lošić - Loša

## M
- Kemal Malovčić
- Srđan Marjanović
- Saša (Aleksandar) Matić (bos.-srb.)
- Amira Medunjanin (sevdalinke)
- Seid Memić - Vajta
- Dino Merlin (Edin Dervišhalidović)
- Dalal Midhat-Talakić
- Zumreta Midžić - Zuzi Zu
- Mitar Mirić
- Kemal Monteno

## N
- Boris Novković

## P
- Hanka Paldum
- Mahir Paloš
- Jozo Penava ?
- Ljiljana Petrović Buttler (romska bosansko-srbska)
- Vesna Pisarović (bosansko-hrvaška)
- Esad Plavi
- Himzo Polovina (sevdalinke)
- (Daniel Popović)
- Davorin Popović
- Miroslav Pržulj - Lepi Mića (bos.-srbski)
- Mahir Purivatra
- Nermin Puškar
- Meho Puzić

## R
- Indira Radić
- Rusmir Redžić
- Zoran Redžić?
- Dražen Ričl - Zijo; Para

## S
- Nedžad Salković
- Željko Samardžić (bosansko-srbski)
- Maya Sar
- Vladimir Savčić - Čobi
- Beba Selimović
- Muharem Serbezovski
- Sejo Sexon (Davor Sučić)
- Almas Smajlović
- Jadranka Stojaković
- Milan Minja Subota (bos.-srb.)
- Šemsa Suljaković

## Š
- Fadil Šabović
- Šaban Šaulić
- Marija Šestić

## T
- Nermin Tulić?
- Zrinko Tutić (bosansko-hrv.)

## U
- Neda Ukraden

## V
- Vajta (Seid Memić)
- Hari (Hajrudin) Varešanović
- Bisera Veletanlić?
- Senka Veletanlić
- Mladen Vojičić - Tifa
- Božo Vrećo
- Milić Vukašinović ?
- Roki Vulović

## Z
- Emina Zečaj
- Enes Zlatar
- Adis Zvekić

## Ž
- Dražen Žerić